# Gunnera manicata
Gunnera manicata é uma espécie de planta pertencente a família Gunneraceae. A espécie, pela espetacularidade das suas folhas, é utilizada como planta ornamental nas regiões subtropicais e temperadas. Esta espécie é endêmica do Sul do Brasil.
É conhecida pelos nomes comuns de folha-de-mamute ou comida-de-dinossauro em função do gigantismo das suas folhas, que podem ultrapassar os 3m de largura

## Descrição
É uma planta herbácea, perene, caracterizada pela presença de grandes folhas, sendo comuns as folhas que excedem 1,2 m de diâmetro, com valores médios de 90 x 90 centímetros em plantas maduras. Apresenta espinhos na parte inferior das folhas assim como ao longo de todo o seu caule. 
Estas plantas atingem o seu desenvolvimento ideal em condições de elevada umidade, por exemplo nos bordos de charcos ou de alagadiços, tolerando mal invernos frios e húmidos. Nos jardins de climas temperados, há necessidade de recobrir as gemas da planta com as suas próprias folhas mortas para protegê-las do frio do inverno. 

## Taxonomia
Foi descrita por Linden ex André com a descrição publicada em L'illustration horticole 20: 156–157. 1873. A etimologia do gênero é uma homenagem ao botânico norueguês Johan Ernst Gunnerus. O epíteto específico manicata deriva do latim e significa "com mangas longas".

## Galeria

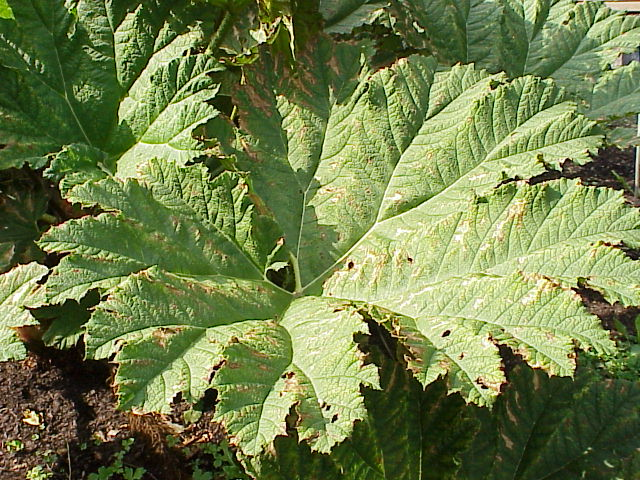
Folha.
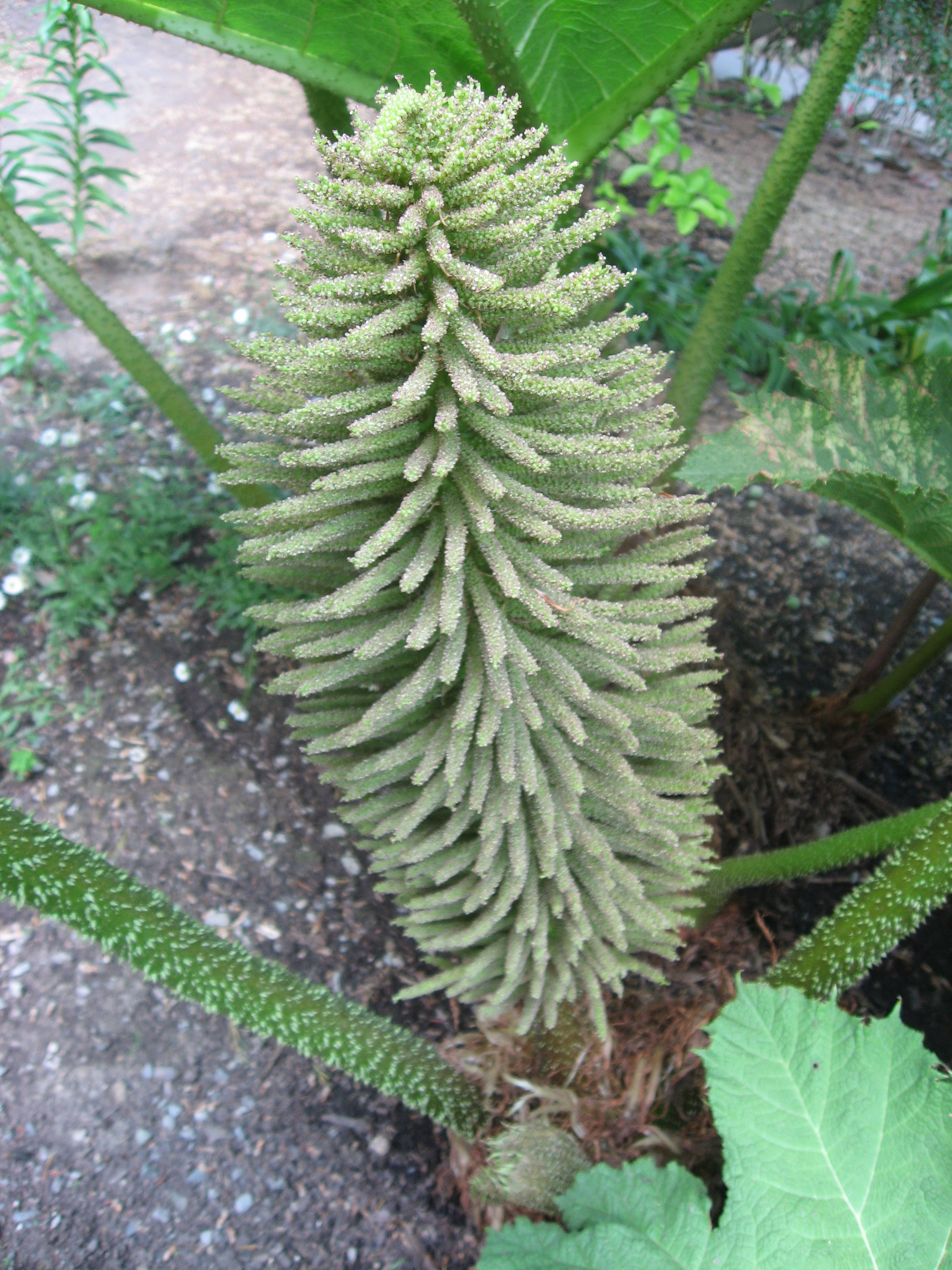
Inflorescência.
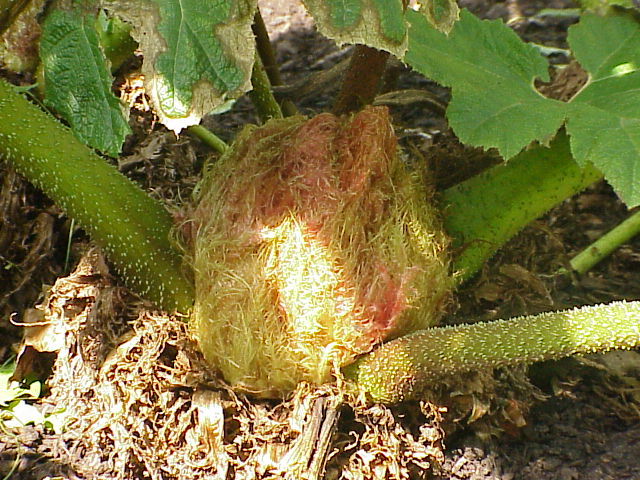
Ápice floral.
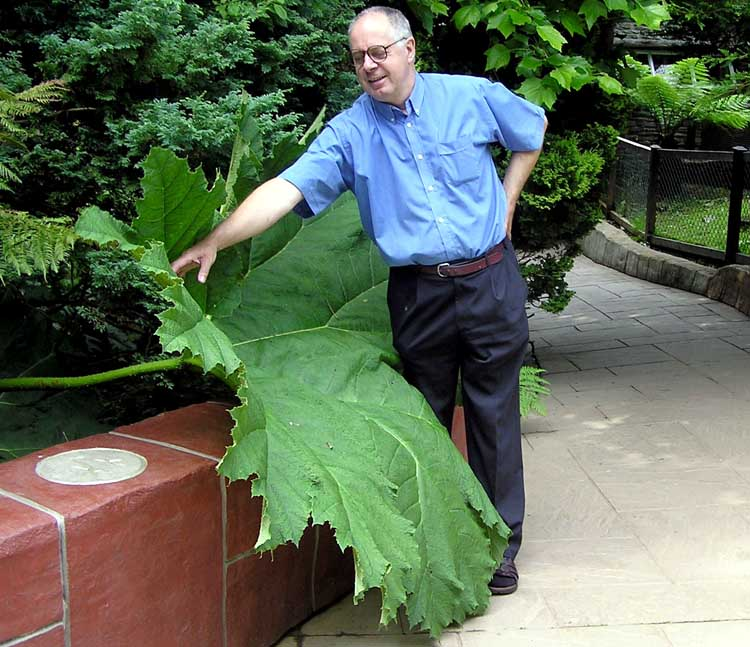
Espécime de grandes dimensões.
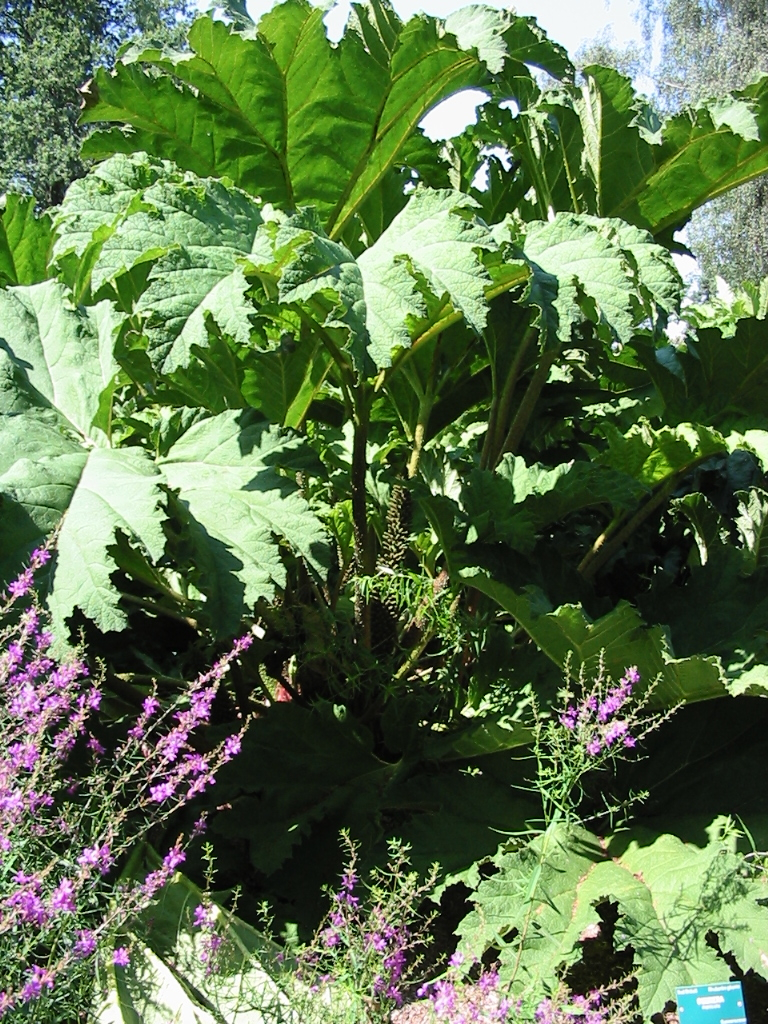
Habito.